# Селібабі
Селібабі (араб. سيليبابي, фр. Sélibabi) — місто в південній частині Мавританії, адміністративний центр області Кудимага.

## Опис
Місто знаходиться на висоті 56 м над рівнем моря. Місто розташоване недалеко від державного кордону з Сенегалом та Малі. У Селібабі розташована регіональна лікарня, заснована на гроші китайського уряду і частково укомплектована китайськими лікарями. В місті розташовано безліч міжнародних громадських організацій, які працюють в цьому регіоні.

## Клімат
| Клімат міста                           | Клімат міста | Клімат міста | Клімат міста | Клімат міста | Клімат міста | Клімат міста | Клімат міста | Клімат міста | Клімат міста | Клімат міста | Клімат міста | Клімат міста | Клімат міста |
| Показник                               | Січ.         | Лют.         | Бер.         | Квіт.        | Трав.        | Черв.        | Лип.         | Серп.        | Вер.         | Жовт.        | Лист.        | Груд.        | Рік          |
| Середній максимум, °C                  | 33,5         | 36,0         | 38,7         | 40,7         | 41,1         | 38,6         | 34,7         | 33,0         | 34,2         | 36,9         | 36,3         | 33,1         |              |
| Середній мінімум, °C                   | 15,5         | 17,3         | 20,6         | 24,1         | 26,2         | 26,2         | 24,6         | 23,7         | 23,5         | 22,5         | 19,0         | 16,5         |              |
| Норма опадів, мм                       | 0            | 1            | 0            | 0            | 3            | 48           | 109          | 157          | 109          | 23           | 1            | 1            | 452          |
| -------------------------------------- | ------------ | ------------ | ------------ | ------------ | ------------ | ------------ | ------------ | ------------ | ------------ | ------------ | ------------ | ------------ | ------------ |
| Джерело: Climate-Data.org,Climate data |              |              |              |              |              |              |              |              |              |              |              |              |              |